# Morcat
Morcat es una localidad española actualmente perteneciente al municipio de Boltaña, en la provincia de Huesca. Pertenece a la comarca del Sobrarbe, en la comunidad autónoma de Aragón.
- Datos: Q3572800
- Multimedia: Morcat / Q3572800